# Paul Léautaud
Paul Léautaud född 18 januari 1872 i Paris, död 22 februari 1956 i Paris, var en fransk författare och teaterkritiker.

## Biografi
Léautaud växte upp hos sin far som var sufflör. Han arbetade som generalsekreterare vid bokförlaget Mercure de France, och publicerade dikter i olika tidskrifter under pseudonymen Maurice Boissard under vilken han även var teaterkritiker i såväl tidskriften Mercure de France, som senare i Nouvelle Revue Francaise och litterära nyheter. Hans litterära debut skedde med den självbiografiska romanen Le petit ami, 1903. Hans mest kända verk är Journal littéraire 1-19, 1954-1966 som blivit en klassiker inom dagbokslitteraturen. 
När det gäller individen Léautaud, så var hans enda fritidsintressen litteraturen, vilket tillsammans med det otaliga antal husdjur han omgav sig av, nästan uteslutet utgjorde hans liv. Idag spekuleras det om han befann sig inom autismspektrumet, möjligen aspergers syndrom.[källa behövs] Då de enda människor han hade något som helst intresse för var de som var som han, eller liksom han själv eftersträvade den högsta nivån av originalitet. Till detta hörde också att han var väldigt kräsen till den grad att han var en purist och därmed krävde en viss exakthet inom litteraturen. Då det idag spekuleras om att många av de stora författarna har haft autism i en viss utsträckning så är det även viktigt att poängtera att Léautaud fann sorgen och smärtan i ett högre ljus än njutningen och lyckan. Han var alltså som Franz Kafka och Mark Haddon, vilket även visas i hans verk, som idag håller på att upphöja honom till skaran bland de stora franska författarna.
"Jag har levt endast för att skriva. Jag har känt, sett, hört endast för att skriva om det. Jag har föredragit detta liv framför materiell lycka, framför lättköpt framgång… Jag har kort sagt varit mycket lycklig.”